# Farkashida
Farkashida (szlovákul Vlčkovce, korábban Farkašin, németül: Farkaschin, Wolfsbruck) község Szlovákiában, a Nagyszombati kerületben, a Nagyszombati járásban.

## Fekvése
Nagyszombattól 8 km-re délkeletre fekszik, az 51-es út mentén.

## Története
1336-ban említik először.
1439-ben Rozgonyi István comes (György és Simon testvére) Farkashida településen lévő birtokát és annak vámjait és malmait zálogosította el Berényi-Kakas Jánosnak.
1490. július 15-én itt ígérte meg az országba érkező II. Ulászló, hogy tartózkodik a Mátyás-féle politikától.
Vályi András szerint "FARKASHÍDA. Farkasin. Tót falu Poson Vármegyében, földes Ura Gróf Eszterházy Uraság, lakosai katolikusok, fekszik Nagyszombat, és Szered között, az Ország úttya mellett, Dudvág vizéhez közel, nevezetesíti e’ helyet ULASZLÓ Királynak 1490dik esztendőben itten tartatott Ország gyűlése. Határja gazdag, réttyei jók, fája, legelője elég, malma nevezetes, ’s egyéb javakkal is megáldattatván, első Osztálybéli."
Fényes Elek szerint "Farkashida (Tarkaszin), tót f. Pozsony vmegyében, a Dudvágh mellett, N. Szombathoz 1 1/2 órányira: 559 kath., 11 zsidó lak. Mind földje, mind rétje 1-ső osztálybeli. F. u. gr. Eszterházy."
A trianoni békeszerződésig Pozsony vármegye Nagyszombati járásához tartozott.

## Népessége
| Év:            | 1994. | 2004.   | 2014.    | 2024.   |
| -------------- | ----- | ------- | -------- | ------- |
| Emberek száma: | 1133  | 1151    | 1318     | 1347    |
| Eltérés:       |       | +1,58 % | +14,50 % | +2,20 % |

| Év:            | 2023. | 2024.   |
| -------------- | ----- | ------- |
| Emberek száma: | 1367  | 1347    |
| Eltérés:       |       | -1,46 % |

1880-ban 717 lakosából 13 magyar, 23 német és 647 szlovák anyanyelvű volt.
1890-ben 811 lakosából 70 magyar, 19 német és 722 szlovák anyanyelvű volt.
1900-ban 872 lakosából 18 magyar, 12 német és 842 szlovák anyanyelvű volt.
1910-ben 942 lakosából 40 magyar, 8 német, 887 szlovák és 7 egyéb anyanyelvű volt. Ebből 928 római katolikus, 13 izraelita és 1 református vallású volt.
1921-ben 943 lakosából 17 magyar, 1 német, 922 csehszlovák és 3 külföldi volt. Ebből 924 római katolikus, 10 izraelita, 8 evangélikus és 1 egyéb vallású volt.
1930-ban 1253 lakosából 19 magyar és 1228 csehszlovák volt.
1970-ben 1365 lakosából 1355 szlovák volt.
1991-ben 1113 lakosából 2 magyar és 1104 szlovák volt. 
2001-ben 1149 lakosából 1139 szlovák és 2 magyar volt.
2011-ben 1269 lakosából 1130 szlovák, 4 ruszin, 3 cseh, 2 lengyel, 1-1 cigány, ukrán, magyar és egyéb, illetve 126 ismeretlen nemzetiségű volt.
2021-ben 1338 lakosából 1256 (+5) szlovák, 4 (+1) magyar, 2 cigány, 1 (+2) ruszin, 10 egyéb és 65 ismeretlen nemzetiségű volt.

## Neves személyek
- Itt született 1742-ben Kubovics Remigius bencés áldozópap.
- Itt született 1849-ben Horinka Imre jogi doktor és jogakadémiai tanár.
- Itt született 1940. január 11-én Jozef Štibrányi világbajnoki ezüstérmes labdarúgó

## Külső hivatkozások
- Hivatalos oldal
- Községinfó
- Farkashida  Szlovákia térképén
- E-obce.sk